# Benigno Ferrer Domingo
Benigno Ferrer Domingo (Massamagrell, 17 de maig de 1878 - Madrid, 24 d'abril de 1962) va ser un professor, pedagog i polític socialista valencià.
Professor de professió i inspector d'ensenyament a la província de Terol i Almeria, fou polític actiu durant la Segona República a la província d'Almeria i a Madrid. Com a pedagog, van destacar les seves reflexions a la premsa i revistes especialitzades sobre nous mètodes participatius d'ensenyament, publicant una obra a manera de manual d'ensenyament, El libro de fábulas.
Membre del Partit Socialista Obrer Espanyol (PSOE) des de 1931, President de la Federació Provincial del PSOE d'Almeria en 1935 i 1936, fou escollit diputat dos cops a Corts en el període republicà: a les eleccions generals de 1931 i a les de 1936, ambdues per la circumscripció electoral d'Almeria. En produir-se l'aixecament militar contra la República el juliol de 1936 que va donar lloc a la Guerra Civil, Ferrer es va mantenir a Madrid on va ser l'encarregat de les milícies populars al districte de la Latina. Durant la guerra va ser també membre del Tribunal de Comptes entre 1937 i 1938.
En finalitzar el conflicte va marxar a l'exili a França, i en concloure la Segona Guerra Mundial es va establir a Mèxic, d'on va tornar a Espanya en 1948. El llarg exili no va evitar que fos condemnat pel Tribunal Especial de Repressió de la Maçoneria i del Comunisme, com a maçó de la lògia "Progreso nº 28" d'Almeria durant la República, a sis anys de confinament al seu domicili madrileny, on va morir.